# Kemence
Kemence è un comune dell'Ungheria di 1.088 abitanti (dati 2001) situato nella contea di Pest, nell'Ungheria settentrionale.

## Amministrazione

### Gemellaggi
- Lupeni, Romania
- Salka, Slovacchia